# Парламентские выборы в Сан-Марино (2001)
Парламентские выборы в Сан-Марино прошли 10 июня 2001 года. Христианско-демократическая партия осталась крупнейшей партией парламента, сохранив 25 из 60 мест. Явка составила 74 %.

## Избирательная система
В выборах могли участвовать граждане Сан-Марино, достигшие 18 лет.

## Контекст
Сан-Маринская демократическая прогрессивная партия, образованная в 1990 году из Сан-маринской коммунистической партии, объединилась 25 марта 2001 года с движениями «Социалисты — Идеи в движении» и Демократические реформаторы и образовала Партию демократов.

## Результаты
| Партия                                                 | Голоса | %    | Мест | +/-   |
| ------------------------------------------------------ | ------ | ---- | ---- | ----- |
| Сан-Маринская христианско-демократическая партия       | 9031   | 41,4 | 25   | 0     |
| Сан-Маринская социалистическая партия                  | 5269   | 24,2 | 15   | +1    |
| Партия демократов                                      | 4535   | 20,8 | 12   | -1    |
| Народный альянс сан-маринских демократов за республику | 1974   | 9,1  | 5    | -1    |
| Коммунистическое возрождение Сан-Марино                | 738    | 3,4  | 2    | 0     |
| Сан-Маринский национальный альянс                      | 421    | 1,9  | 1    | новая |
| Недействительных/пустых бюллетеней                     | 860    | -    | -    | -     |
| Всего                                                  | 22 648 | 100  | 60   | 0     |
| Зарегистрированных избирателей/ Явка                   | 30 688 | 73,8 | -    | -     |
| Источник: Nohlen & Stöver                              |        |      |      |       |